# V/H/S: Viral
V/H/S: viral es una película de terror antológica y metraje encontrado estadounidense. Cuenta con una serie de cortos en metraje encontrado escrita y dirigida por Nacho Vigalondo, Marcel Sarmiento, Gregg Bishop, Justin Benson y Aaron Moorhead de Scott.
Los segmentos de V/H/S: Viral incluyen la historia de un ilusionista desquiciado que obtiene un objeto mágico de gran poder; una máquina de fabricación casera que abre una puerta a un mundo paralelo; y patinadores adolescentes que sin quererlo se convierten en blanco de un ritual de culto mexicano a la muerte. Se filmó un segmento adicional, pero el corto de Todd Lincoln llamado Gorgeous Vortex fue quitado en el último momento por no ajustarse al tema general de la película. El corto se incluyó como extra en el DVD y Blu-ray de la película, que comienza después de los créditos finales de la película.

## Argumento

### Círculos viciosos
- Dirigido por Marcel Sarmiento
- Escrito por T.J. Cimfel, David White y Marcel Sarmiento

En el wrap-around, Kevin, un camarógrafo aficionado, constantemente graba imágenes de su novia Iris, que dice disfrutar. Mientras miramos estas imágenes iniciales, resulta evidente que la abuela de Kevin es abusiva, en un momento sangró su nariz fuera de la pantalla. Más tarde en la noche, una transmisión de alta velocidad, cerca de su vecindario, se transmite por televisión, y ve la oportunidad de crear un video viral. Él no llega a tiempo para grabar el suceso, el camión pasa velozmente por su casa, aunque ve a Iris deambular fuera aturdida, después de recibir una misteriosa videollamada, y ser secuestrada. Kevin persigue al camión, incitado por las imágenes de transmisión de Iris a su teléfono celular. El camión recorre el vecindario en repetidas ocasiones, y las personas reciben imágenes extrañas en sus teléfonos celulares que los hacen enloquecer violentamente. Cuando finalmente Kevin alcanza al camión, ve partes del cuerpo esparcidas por el suelo a su alrededor. Examina el asiento del conductor solo para encontrarlo vacío, pero con un par de manos desencarnadas pegadas al volante. Al examinar la parte trasera del camión, encuentra varios televisores apilados uno sobre otro como en las dos primeras películas. Iris aparece en una de las pantallas de televisión y exige que Kevin cargue el metraje a los locutores y presumiblemente a Internet también. Al principio, él se niega, pero hace lo que ella dice cuando Iris comienza a mutilarse brutalmente. Hecho esto, él sale del camión. Afuera descubre que el cadáver de Iris se desplomó contra la camioneta con su teléfono celular atrapado en su boca. Kevin se da cuenta de que ha sido manipulado para subir los videos y que Iris había estado muerta desde antes de haber interactuado con la que parecía ser ella. Él saca el teléfono de su boca y ve que está en modo selfie. Se mira en shock a sí mismo en la pantalla con la nariz sangrando (lo que implica que él también se ve afectado por los videos). El plano de cierre muestra una vista del horizonte de Los Ángeles, humo ondeando, luces parpadeando intermitentemente y un helicóptero dando vueltas, lo que implica que los videos subidos se han vuelto virales y han comenzado a afectar a miles, cumpliendo así la gran amenaza introducido en las dos primeras películas.

### Dante el grande
- Dirigida y escrita por Gregg Bishop

Dante el Grande, un ilusionista sin talento, descubre la infame capa de Houdini que le otorga el poder de realizar magia real. Rápidamente se vuelve famoso, aunque se entera de que la capa requiere sacrificios regulares para funcionar. Dante contrata a una serie de asistentes y graba en video sus muertes violentas a manos de la capa. Cuando Scarlet, su última asistente, descubre el alijo de cintas de Dante, alerta a la policía. Dante usa sus poderes mágicos para escapar del cautiverio y matar a todo un equipo SWAT. Scarlet luego se enfrenta a él, y los dos se pelean por la capa mágica. Aunque Scarlet es capaz de quitárselo brevemente, él la domina y lo recupera. Antes de que Dante pueda matarla, Scarlet usa un truco que él le enseñó para inmovilizarlo, y la capa se alimenta de él. Scarlet quema la capa, solo para encontrarla en su casa; el segmento termina cuando los brazos salen del interior de la capa y la agarran.

### Monstruos paralelos
- Dirigida y escrita por Nacho Vigalondo

A cada lado de un portal interdimensional, versiones paralelas del inventor Alfonso se saludan con cautela. Superados por la curiosidad, los dos exploran los mundos del otro. Al principio, los mundos parecen duplicados exactos, pero se revela que contienen religiones dominantes divergentes. Mientras se reproduce una película pornográfica snuff de fondo, su esposa Marta le pide que realice una ceremonia con dos hombres. Alterado, Alfonso sale de la casa y ve un gran dirigible con una cruz invertida. En medio de esta confusión, los dos hombres descubren que Alfonso los estaba grabando, por lo que persiguen a Alfonso hasta atraparlo. Sus ojos y bocas se ponen de color rojo brillante, y uno de ellos se quita los pantalones para revelar su pene demoníaco. Alfonso se las arregla para apuñalarlo y huye de regreso a su casa, donde Marta se quita la bata para revelar su vagina demoníaca. Aterrorizado, Alfonso la golpea y huye de regreso a su mundo, donde el demoníaco Alfonso ya ha atacado a la versión normal de Marta mientras dormía antes de apuñalar a su yo normal y regresar a su propio mundo. Las dos versiones de Marta matan a sus maridos, culpándolos por las acciones de su doble.

### Bonestorm
- Dirigida por Justin Benson y Aaron Scott Moorhead
- Escrito por Justin Benson

Un trío de patinadores realiza varias acrobacias mientras el camarógrafo que contrataron los empuja a circunstancias cada vez más peligrosas con la esperanza de filmar una película snuff . El camarógrafo sugiere que continúen el rodaje de la película en Tijuana, donde luego se pierden después de comprar fuegos artificiales. Una vez que encuentran un lugar adecuado, un canal de inundación, el camarógrafo los anima a volver a realizar más acrobacias. Cuando uno de los patinadores se lesiona y sangra en un gran pentagrama dibujado en el suelo, su sangre hierve rápidamente a pesar de la aparente temperatura normal del pavimento en el que se dibuja el pentagrama. Casi de inmediato, un grupo de sectarios encapuchados los ataca. Usando pistolas y armas improvisadas, incluidas sus patinetas, los patinadores matan a los cultistas, aunque uno del trío murió en la pelea. Los cultistas muertos luego se levantan como cadáveres reanimados e inician un segundo ataque. Durante el segundo ataque, los patinadores usan los fuegos artificiales que compraron antes para destruir varios de los esqueletos. Los patinadores sobrevivientes huyen hacia la frontera mientras que aparece una criatura monstruosa que se come al camarógrafo junto con su cámara.

### Vórtice magnífico
- Dirigida por Todd Lincoln
- Escrito por Todd Lincoln

Sigue a una organización siniestra y oscura que está rastreando a un asesino en serie. Este corto se eliminó del metraje final ya que no encajaba con el tema general de la película.

## Reparto
Vicious Circles
- Patrick Lawrie como Kevin.
- Emilia Zoryan como Iris.
- Steve Berens como policía.
- Stephanie Silver como Eva.
- Angela Garcia como Carolina.
- Gary Sugarman como Lewis.
- Celia K. Milius como Grandma.
- Garrett Bales como tipo asustado.
- Val Vega como Gabriela.
- Jorge Marquez como Carlos.
- Chad Guernero como Tío Alberto.
- Noelle Ann Mabry como Lulu.
- Kenny Burns como taxista.
- Mary Ralston
- Anthony Rogers
- Richard Couch

Dante the Great
- Justin Welborn como Dante el Grande.
- Emmy Argo como Scarlet Kay.
- Dan Caudill como Detective Gregory Hugues.
- Stephen Caudill como Swat Leader.
- Nathan Mobley como crítico de teatro.
- John Curran como Blackstone.
- Susan Williams como la mamá de Dante.
- Gregg Bishop como director de documental.
- Michael Aaron Millgian como Clay.
- Matt Peevy como SWAT Officer.
- Randy McDowell como Harry Houdini.
- Carrie Keagan como ella misma.
- Jessica Luza
- Greyson Chadwick
- Amanda Baker
- Amanda Hall
- Blair Redford
- Cory Rouse
- Jessica Serfaty

Parallel Monsters
- Gustavo Salmeron como Alfonso.
- Marian Álvarez como Martha.
- Xavi Daura como Oriol (1)
- Esteban Navarro como Oriol (2).

Bonestorm
- Nick Blanco como Doug.
- Chase Newton como Jason.
- Shane Brady como Taylor.
- Cristian Toledo como Shaun.
- David Castro como Chanting Man.
- Angel Sala-Belen como Skull Face.
- Jawed El Berni como Skull Face.
- Michael Flores como Skull Face.
- Alexandra Besore como Dark Fairy Woman.
- Natalia Ferreiro como Creepy Woman.
- Jonez Jones como Bone Face.
- Conrad K. Pratt como Bone Face.
- John Oravec como vagabundo en el parque.
- Jayden Robinson como la emperatriz.
- Cheyenne Scarborough como persona enmascarada.
- Jackson James como persona enmascarada.
- Mark Stephen Ward como persona enmascarada.
- Taylor West como Ritual Room Woman.
- Jade Gotcher como Ritual Room Woman.
- Tiffany Hamill como Ritual Room Woman.
- Temple Hull como Ritual Room Woman.
- Kasey Landoll como Ritual Room Woman.
- Niousha Khosrowyar como Ritual Room Woman.
- Jeannine Harrington como Female Victim.